# Марта Веллс
Марта Веллс (англ. Martha Susan Wells, нар. 1 вересня 1964) — американська письменниця-фантастка, яка опублікувала низку фентезійних романів, романів для підлітків, оповідань та науково-фантастичних есе на теми фентезі та наукової фантастики. Її романи перекладені дванадцятьма мовами.
Нагороджена чотирма преміями Г'юго, двома преміями Неб'юла та трьома преміями Локус за науково-фантастичну серію «Щоденники вбивцебота». Також відома своїми фантастичними серіями Ile-Rien і The Books of the Raksura. Веллс відзначають за складні, реалістично деталізовані суспільства, які вона створює; це часто приписують її академічному досвіду в антропології.

## Життєпис
Марта Веллс народилася 1964 року в Форт-Верті, штат Техас (США) та здобула освітній ступінь бакалавра з антропології в Техаському університеті A&M. Вона проживає в Коледж-Стейшн, Техас зі своїм чоловіком. Письменниця була залучена до фандому SF/F у коледжі та була головою AggieCon 17. У травні 2023 року в неї виявили рак молочної залози.

## Кар'єра
Як письменник-початківець Веллс відвідувала багато місцевих письменницьких семінарів і конгресів, у тому числі Турецьку міську майстерню письменника в якій викладав Брюс Стерлінг. Вона також проводила майстер-класи з письма на ArmadilloCon, WorldCon, ApolloCon та Writespace Houston і була гостем спеціального семінару на FenCon у 2018 році.
Її перший опублікований роман «Стихія вогню» (1993) відібрали до нагородження меморіальною премією імені Комптона Крука того року та він посів друге місце меморіальної премії імені Вільяма Кроуфорда 1994 року. Її другий роман «Місто кісток» (1995), отримав огляд із зірочками від Publishers Weekly та рецензію з чорним діамантом від Kirkus Reviews, і одержав у 1995 році в Локусі Recommended Reading List для фентезі. Її третій роман «Смерть некроманта» (1998) був номінований на премію Неб'юла. «Стихія вогню» та «Смерть некроманта» є окремими романами, дія яких відбувається в країні Іль-Рієн, яка також є місцем дії трилогії «Падіння Іль-Рієну»: «Мисливці за чарівниками» (2003), «Кораблі» «Повітря» (2004), «Брама богів» (2005). Її четвертим романом стало окреме фентезі «Колесо нескінченності». У 2006 році Марта Веллс випустила перероблене видання The Element of Fire.
Веллс написала англ. Tie-in, зокрема Reliquary та Entanglement, дія яких відбувається у всесвіті Зоряна брама: Атлантида, «Archaeology 101», а також новелу, засновану на Зоряній брамі SG-1 для номеру 8 (січень/лютий 2006) офіційного журналу Stargate Magazine, і романи «Зоряні війни та Імперія та повстання: Вістря бритви».
Серед її оповідань у жанрі фентезі, «Донька Поттера» в антології «Елементаль» (2006), була обрана для публікації в «Найкращому фентезі року № 7» (2007). У цій історії є один із головних героїв «Стихії вогню». Три оповідання-приквели до трилогії «Падіння Іль-Рієну» були опубліковані в журналі Black Gate Magazine у 2007 та 2008 роках.
Найтривалішою фентезійною серією Веллс є «Книги раксури», яка включала п'ять романів і дві збірки короткої прози, опубліковані Night Shade Books: «Хмарні дороги» (2011), «Зміїне море» (2012), «Глибини сирен» (2012), Stories of the Raksura Vol 1: The Falling World & The Tale of Indigo and Cloud (2014), Stories of the Raksura Vol 2: The Dead City & The Dark Earth Below (2015), The Edge of Worlds (2016) і The Гавані Сонця (2017). Серія була номінована на премію Г'юго у 2018 році, а «Край світів» був рецензований у The New York Times.
Веллс написала два фентезійні романи для молоді Emilie and the Hollow World та Emilie and the Sky World були опубліковані Angry Robot/Strange Chemistry у 2013 та 2014 роках.
Марта Веллс обиралася головою Всесвітньої фентезі-конвенції у 2017 році, де вона виступила з промовою під назвою «Unbury the Future» про маргіналізованих творців в історії наукової фантастики та фентезі, кіно та інших ЗМІ, а також навмисне применшення інформації про існування тих творців. Виступ був добре сприйнятий і викликав широке обговорення.
Протягом 2018 року Веллс була керівницею сюжетної групи та провідним сценаристом нового доповнення Dominaria до карткової гри Magic: The Gathering.
У травні 2018 року повість «Всі системи: небезпека» з її серії «Щоденники вбивцебота» посіла 8-ме місце в списку аудіобестселерів The New York Times. Книга отримала премію «Неб'юла» 2017 року за найкращу повість, премію Г'юго 2018 року за найкращу повість, премію Локус 2018 року за найкращу повість та премію Алекс Американської бібліотечної асоціації, а також книга була номінована на меморіальну премію імені Філіпа К. Діка 2017 року. За ним послідували романи-продовження «Штучний стан» (2018), «Протокол із шахраями» (2018) та «Стратегія виходу» (2018); оповідання «Обов'язково» (2018) і продовження роману «Мережевий ефект» (2020), який увійшов до списку бестселерів-романів The New York Times. 26 квітня 2021 року видавництво Tor.com оголосило, що вони підписали угоду з Веллс на публікацію шести книг, включаючи ще три «Щоденники вбивцебота».
2021 року авторка повідомила про розробку телесеріалу на основі «Щоденників вбивцебота». Після затвердження проєкту Apple TV+, Веллс стала його консультуючою продюсеркою. Серіал вийшов 2025 року.
У вересні 2022 року Tor Book поділився обкладинкою «Короля-відьмака» — нового роману Веллс, який побачив світ 30 травня 2023 року. Тор описував книгу як історію «влади та дружби, довіри та зради та сімей, які ми обираємо».

## Нагороди та номінації
| Рік  | Робота                                   | Нагорода                            | Категорія                            | Результат | Прим.  |
| ---- | ---------------------------------------- | ----------------------------------- | ------------------------------------ | --------- | ------ |
| 1994 | Стихія Вогню                             | Премія Комптона Крука               | Премія Комптона Крука                | Номінація |        |
| 1994 | Стихія Вогню                             | Премія Кроуфорда                    | Премія Кроуфорда                     | Номінація |        |
| 1998 | Смерть Некроманта                        | Премія «Неб'юла»                    | Найкращий роман                      | Номінація | [ 44 ] |
| 2002 | Смерть некроманта (французьке видання)   | Премія Imaginales                   | Премія Imaginales                    | Номінація |        |
| 2004 | Стихія вогню (видання французькою мовою) | Премія Imaginales                   | Премія Imaginales                    | Номінація |        |
| 2018 | Книги Раксура                            | Премія Г'юго                        | Краща серія                          | Номінація | [ 45 ] |
| 2018 | Всі системи: небезпека                   | Премія Алекс                        | Премія Алекс                         | Перемога  | [ 46 ] |
| 2018 | Всі системи: небезпека                   | Премія «Г'юго»                      | Найкраща повість                     | Перемога  | [ 32 ] |
| 2018 | Всі системи: небезпека                   | Премія Локус                        | Найкраща повість                     | Перемога  | [ 33 ] |
| 2018 | Всі системи: небезпека                   | Премія «Неб'юла»                    | Найкраща повість                     | Перемога  | [ 31 ] |
| 2018 | Всі системи: небезпека                   | Премія Філіпа К. Діка               | Премія Філіпа К. Діка                | Номінація | [ 47 ] |
| 2018 | Всі системи: небезпека                   | Нагорода рецензентів Romantic Times | Найкращий науково-фантастичний роман | Номінація |        |
| 2019 | Стратегія відходу                        | Премія BSFA                         | Найкраща коротка художня література  | Номінація | [ 48 ] |
| 2019 | Штучний стан                             | Премія Г'юго                        | Найкраща повість                     | Перемога  | [ 50 ] |
| 2019 | Штучний стан                             | Премія «Локус»                      | Найкраща повість                     | Перемога  | [ 51 ] |
| 2019 | Штучний стан                             | Премія «Неб'юла»                    | Найкраща повість                     | Номінація | [ 52 ] |
| 2021 | Мережевий ефект                          | Премія Г'юго                        | Найкращий роман                      | Перемога  | [ 53 ] |
| 2021 | Мережевий ефект                          | Премія «Локус»                      | Найкращий науково-фантастичний роман | Перемога  | [ 54 ] |
| 2021 | Мережевий ефект                          | Премія «Неб'юла»                    | Найкращий роман                      | Перемога  | [ 55 ] |
| 2021 | Щоденники вбивцебота                     | Премія Г'юго                        | Найкраща серія                       | Перемога  | [ 53 ] |
| 2023 | Король відьом                            | Нагороди Дракона                    | Найкращий фантастичний роман         | Перемога  | [ 56 ] |

- Рекомендований список Locus у 1994 році для The Element of Fire.
- Рекомендований список Locus у 1995 році для City of Bones.
- Марта Веллс відмовилася від входження до фіналу премії «Неб'юла» в категорії «Найкраща повість» за «Телеметрію втікачів» на церемонії вручення премії 2021 року[57], мотивуючи це тим, що «Щоденники вбивцебота» вже виграли дві «Неб'юли» (за найкращу новелу та за найкращий роман), і це місце буде більш корисним для іншого письменника. Ця відмова дозволила двом іншим новелам потрапити до бюлетеня 2021 року[58]. Того року Веллс також відхилила номінацію на премію Г'юго за Телеметрію втікача[59].
- 19 жовтня 2022 року Веллс обрали членкою Техаської літературної зали слави[60].

### За переклади
- Номінація Journal d'un AssaSynth, tomes 1 à 4 (переклад Матильди Монтьє) премії Grand Prix de l'Imaginaire 2020 у категорії «Іноземні видання»[61].
- Номінація Tagebuch eines Killerbots (Омнібус щоденників вбивцебота) за найкращий іноземний роман, опублікований німецькою мовою, і за роботу перекладача Франка Бемерта за найкращий переклад у курдській премії Laßwitz Preis 2020[62].
- The Murderbot Diaries, Books 1–4 (переклад Наоя Накахара) премії Сейун у категорії «Найкращий перекладений роман»[63].
- Перемога Sistemas críticos (переклад Карли Баталлер Еструх) у премії Ignotus у категорії «Найкраще іноземне оповідання»[64].
- Перемога Journal d'un AssaSynth, томи 1 à 4 (переклад Матильди Монтьє) у 2020 році Prix Bob Morane у категорії Romans étrangers[65].
- Мережевий ефект (переклад Франка Бьомерта) був фіналістом Kurd Laßwitz Preis 2022 за найкращу фантастику в німецькому перекладі[66].
- Мережевий ефект (переклад Наоя Накахара) — фіналіст премії Сейун у категорії міжнародної літератури[67].

## Опубліковані літературні твори

### Окремі фантастичні романи
- Місто кісток (1995, ISBN 0-312-85686-5)
- Колесо нескінченності (2000, ISBN 0-380-97335-9)
- Король-відьма (2023, ISBN 978-1250826794)

### Іль-Рієн
Наведено в порядку внутрішньої хронології, а не за роком видання.
- «The Potter's Daughter» (новела 2006 року, Elemental: the Tsunami Relief Anthology, ISBN 0-7653-1562-9, Найкраще фентезі року № 7, ISBN 978-1-892391-50-6)
- Стихія вогню (1993, ISBN 0-312-85374-2 ; оновлене видання 2006 р., ISBN 0-615-13571-4)
- «Ніч в опері» (2015, у збірці Between Worlds: the Collected Cineth and Ile-Rien Stories and PodCastle Episode 400)
- Смерть некроманта (1998, ISBN 0-380-97334-0)
- Трилогія «Падіння Іль-Рієну»:
  - Мисливці за чарівниками (2003, ISBN 0-380-97788-5)
  - Повітряні кораблі (2004, ISBN 0-380-97789-3)
  - Ворота богів (2005, ISBN 0-380-97790-7)

### Книги Раксура
- Хмарні дороги (2011, ISBN 978-1-59780-216-1)
- Зміїне море (2012, ISBN 978-1-59780-332-8)
- Сиренські глибини (2012, ISBN 978-1-59780-440-0)
- Stories of the Raksura Vol 1: The Falling World & The Tale of Indigo and Cloud (2014, ISBN 978-159780-535-3)
- Stories of the Raksura Vol 2: The Dead City & The Dark Earth Below (2015, ISBN 978-159780-537-7)
- Край світів (2016, ISBN 978-1-59780-843-9)
- Гавані Сонця (2017, ISBN 978-1-59780-891-0)

Оповідання
- «Лісовий хлопчик» (2009) — приквел до «Хмарних доріг». У збірці Оповідання раксури Т. 1.
- «The Almost Last Voyage of the Wind-ship Escarpment» (2011) — дія відбувається в тому ж світі. У збірці Оповідання раксури Т. 2.
- «Адаптація» (2012) — приквел до «Хмарних доріг». У збірці Оповідання раксури Т. 1.
- «Мімезис» (2013) — в антології Друга половина неба (2013, ISBN 9781936460441) і в збірці «Оповідання раксури», том 2.
- «Урок торгівлі» (2013) — у збірці «Оповідання раксури», том 1
- «Birthright» (2017) — в антології Mech: Age of Steel (2013, ISBN 9781941987858)

### Емілі
Молодіжне фентезі
- Емілі та Порожній Світ (2013, ISBN 978-190884-449-1)
- Емілі та Небесний Світ (2014, ISBN 978-190884-452-1)

### Зоряні війни
- Імперія та повстання: Лезо бритви (2013, ISBN 978-0-345-54524-4)
- «Втеча Беспіна» Імперія завдає удару у відповідь: з певної точки зору (2020, ISBN 978-0345-51147-8)

### Зоряні воротаВсесвіт
- Релікварій (роман «Зоряна брама: Атлантида» 2006 року, ISBN 0-9547343-7-8)
- Entanglement (роман «Зоряна брама: Атлантида» 2007 року, ISBN 1-905586-03-5)
- «Археологія 101» (розповідь Stargate SG-1, 2006, журнал Stargate Magazine)

### Щоденники вбивцебота
Серія наукової фантастики:
- Всі системи: небезпека[68] / All Systems Red[en] (новела Tor.com 2017 року, ISBN 978-076539-753-9)[69][70][71]
- Штучний стан[72] / Artificial Condition (повість, Tor.com 2018 року, ISBN 978-12501-869-28)
- Нестандартний протокол[73] / Rogue Protocol (повість, Tor.com 2018 року, ISBN 978-12501-917-86)
- Стратегія відходу[74] / - (повість, Tor.com 2018 року, ISBN 978-12501-918-54)
- «Майбутнє праці: обов'язкова» (повість, Wired, 2018)[75]
- «Дім: середовище існування, ареал, ніша, територія» (оповідання, Tor.com 2020)[76]
- Мережевий ефект / Network Effect[en] (роман Tor.com 2020 року, ISBN 978-1-250-22986-1)
- Телеметрія втікачів / Fugitive Telemetry (повість, Tor.com 2021 року, ISBN 978-1250765376)
- Крах системи / System Collapse (2023, роман, Tor.com, ISBN 978-1250826978)[77]
- «Взаєморозуміння: дружба, солідарність, спільність, емпатія» (коротка повість, Reactor 2025)[78]
- Деградація платформ / Platform Decay (очікувано, травень 2026 року)[79]

### Інші оповідання
- «Колючки» (1995, Realms of Fantasy)
- «Погані ліки» (1997, Realms of Fantasy)
- «Вовча ніч» (2006, Lone Star Stories[80])
- «Віддзеркалення» (2007, журнал Black Gate Magazine)
- «Святі місця» (2007, журнал Black Gate)
- «Будинки мертвих» (2008, журнал Black Gate)
- «Revenants» (2012, в антології Tales of the Emerald Serpent)
- «Вогняна душа» (2014, в антології Tales of the Emerald Serpent II: A Knight in the Silk Purse)
- «The Dark Gates» (2015, в антології "Боги Лавкрафта ")
- «Застарілість» перенесе нас у краще місце (2020, ISBN 978-159591-028-8)
- «Соляна відьма» (2020, Uncanny Magazine)

### Нехудожні книги
- «Don't Make Me Tonthe You: John Crichton and D'Argo and the Dysfunctional Buddy Relationship» (2005, Farscape Forever, ISBN 1-932100-61-X)
- « Невілл Лонгботтом: Герой з тисячею облич» (2006, «Карта світу Гаррі Поттера», ISBN 1-932100-59-8)
- «Донна Ноубл рятує Всесвіт» (2012, Chicks Unravel Time: Women Journey Through Every Season of Doctor Who, ISBN 9781935234128)
- «Життя менш звичайне: навколишнє середовище, магічні системи та нелюди» (2014, Путівник з магії Кобольда,ISBN 978-1936781287)
- «Злети та падіння довгої кар'єри» (2019, The Writer's Book of Doubt, ISBN 978-0648334224)

## Українські переклади
- Король відьом / пер. С. Зубченка. — Харків : Жорж, 2024. — 416 с. — ISBN 978-617-8287-29-0.

### Щоденники вбивцебота
- Всі системи: небезпека (2023, ISBN 978-617-8023-73-7)
- Штучний стан (2023, ISBN 978-617-8023-74-4)
- Нестандартний протокол (2024, ISBN 978-617-8287-17-7)
- Стратегія відходу (2024, ISBN 978-617-8287-39-9)